# Jelena Lavko
Jelena Lavko (født Živković 6. juli 1991 i Zrenjanin) er en serbisk håndboldspiller, der spiller for Érdi VSE i Ungarn og Serbiens kvindehåndboldlandshold.